# ФК Сабадел
ФК Сабадел (на испански: Centre d'Esports Sabadell Fútbol Club, Сентре Деспортс Сабадел Футбол Клуб) е футболен отбор от Сабадел, Каталуния. Основан презн 1903 г., играе в Сегунда дивисион Б, група 3. Стадионът му, Нова Крю Алта, е с капацитет от 20 000 места. През 1935 г. (30. 06. 1935 г.) играе финал за Купата на Краля срещу ФК Севиля при загуба с 3:0. На случаен принцип се избират фенове, които да пътуват до Англия да гледат мачове на Бристол Роувърс, като са длъжни на двата отбора, играещи в бели и сини карета.

## История
Хуан Грау (1906 – 1910)
Хуан Б. Саус (1911 – 1923)
Емили Морагас (1923 – 1929)
Антони Тамбурини (1930 – 1933, 1939)
Хосеп Мария Маркет (1933 – 1934, 1939 – 1942, 1951 – 1952, 1952 – 1953)
Хуан Рикарт (1953 – 1955)
Рикарт Росон (1955 – 1958, 1965 – 1973)
Франсеск Валдеперас (1975 – 1983)
Хуан Сотерас (1994 – 1996, от 2006 г.)
Мигел Аройос (1996 – 2002)

## Стадион
Нова Крю Алта е футболен стадион в Сабадел и е собственост на ФК Сабадел. Този стадион, отворен на 20 август 1967 г., с капацитет от 20 000 места, съдържа по-голямата част от съвременната история на клуба. Адресът му е Плаца Олимпия 08205 Сабадел, офисите на клуба са на стадиона.

## Сезони
14 сезона в Примера Дивисион
39 сезона в Сегунда Дивисион
15 сезона в Сегунда Дивисион Б
8 сезона в Терцера Дивисион

## Състав
| №  | Пост     | Играч                |
| -- | -------- | -------------------- |
| 1  | вратар   | Мигел Анхел Алварес  |
| 2  | вратар   | Давид Де Навас       |
| 4  | вратар   | Нандо Кантон         |
| 5  | защитник | Оскар Сиера          |
| 6  | защитник | Давид Пири           |
| 7  | защитник | Хауме Берланха       |
| 8  | защитник | Пеп Пагес            |
| 9  | защитник | Давид Антунес        |
| 10 | защитник | Чави Рока            |
| 10 | защитник | Хуан де Диос Сервиан |
| 10 | халф     | Мика                 |
| 10 | халф     | Раул Прадас          |

| №  | Пост      | Играч           |
| -- | --------- | --------------- |
| 11 | халф      | Хави Лара       |
| 14 | халф      | Сисо Амиго      |
| 16 | халф      | Хосе Мари       |
| 17 | халф      | Роберто Моралес |
| 18 | халф      | Иван Вилянова   |
| 20 | халф      | Диего Карильо   |
| 21 | нападател | Тони Мора       |
| 22 | нападател | Фран Аревало    |
|    | нападател | Оскар Ойес      |
| 10 | нападател | Серхио Монтеро  |
| 10 | нападател | Финиди          |